# Maubert-Fontaine
 Maubert-Fontaine  là một xã ở tỉnh Ardennes, thuộc vùng Grand Est ở phía bắc nước Pháp.